# Ilse Breit
Ilse Breit (* 9. März 1908 in Wolfsgraben; † 2. September 1998 in Wien) war eine österreichische Malerin, Grafikerin, Illustratorin und Kunsterzieherin.

## Leben und Wirken
Ilse Breit wurde am 9. März 1908 als Tochter des damaligen Volksschullehrers und späteren k. u. k. Marinefachlehrers Raimund Breit (* 20. August 1882 in Zistersdorf; † 28. November 1916 in Budapest) und dessen Ehefrau Helene Leopoldine Antonia (geborene Schöchtner; * 5. Mai 1885 in Wien; † 15. Oktober 1959 ebenda) in der niederösterreichischen Gemeinde Wolfsgraben geboren und am 29. März 1908 auf den Namen Ilse getauft. Ihre Eltern hatten am 7. April 1907 geheiratet. Der Vater war zum Zeitpunkt ihrer Geburt Lehrer in Wolfsgraben, nachdem er davor in Gablitz gelehrt hatte, und zog nach abgelegter Bürgerschulprüfung mit seiner jungen Familie nach Pola, wo er als k. u. k. Marinefachlehrer an der örtlichen Maschinenschule tätig war. In Pola wurde auch ihre rund zwei Jahre jüngere Schwester Herta (1910–2002), eine spätere Grafikerin, geboren. Ihre Großeltern väterlicherseits waren der Hausbesitzer Franz Breit und dessen Ehefrau Maria (geborene Hurtl). Die Großeltern mütterlicherseits waren der städtische Waisenhausvater Franz Schöchtner, der zeitweise auch als Lehrer in Mädchenpensionaten tätig war, und dessen Frau Antonia (geborene Scheidl).
Mit acht Jahren starb ihr Vater an plötzlicher Herzlähmung und sie wurde von der Mutter großgezogen. Nach ihrer allgemeinen Schulausbildung besuchte sie von 1917 bis 1928 einen Sonderkurs für Jugendkunst bei Franz Čižek. Nach ihrer Matura studierte sie von 1928 bis 1933 an der Kunstgewerbeschule Wien unter anderem bei Bertold Löffler und schloss mit der Lehramtsprüfung ab. 1934 studierte sie bei Karl Sterrer an der Akademie der bildenden Künste Wien und war im Anschluss beruflich vor allem als Malerin, Grafikerin und Kunsterzieherin tätig. Sie unterrichtete an verschiedenen Gymnasien, so etwa von 1935 bis 1938 in Ort bei Gmunden, von 1938 bis 1945 in Hubertendorf, ab 1948 in Altmünster am Traunsee und ab 1955 in Wien-Floridsdorf. Im Laufe der Jahrzehnte schuf Breit Fresken, Kaseinmalereien sowie Holz- und Linolschnitte.
Daneben illustrierte sie Kinderbücher und schuf Kunstpostkarten. Die damals noch Minderjährige illustrierte den 3. Band Kindersommer der vierteiligen Reihe „Wiener Jugendkunst-Bilderbücher“, die 1924 im Leipziger Hirt-Verlag erschien. Unter Leitung des Kunstpädagogen Franz Čižek, bekannt für seine Reformarbeit an der Wiener Kunstgewerbeschule, wurden die Bände ausschließlich von Schülerinnen seiner Jugendkunstklasse gestaltet. Sie enthalten künstlerisch anspruchsvolle Arbeiten wie handbemalte Linolschnitte, temperafarbige Illustrationen und Papierschnitte, die das von Čižeks Lehrmethode geförderte kreative Potenzial widerspiegeln. Weitere beteiligte Künstler waren Käthe Berl (Nr. 1: Ein frohes Fest), Marie Stadlmayer (Nr. 2: Was uns freut) und Adele Bailer (Nr. 4: Hei von Allerlei). Außerdem illustrierte sie Josef Pazelts Zizibe. Ein Märchen für blonde und graue Kinder, das bis in die 1950er Jahre in mehreren Auflagen erschien.
Bei den Kunstpostkarten, an denen sie beteiligt war und die vor allem in den 1920er und 1930er Jahren vom Österreichischen Jugendrotkreuz (ÖJRK) herausgegeben wurden, wirkte mitunter auch ihre jüngere Schwester Herta, ebenfalls eine Schülerin Čižeks, mit. 1934 wurden ihre für das ÖJRK geschaffenen Werke sogar bei einer Ausstellung in Kapstadt, Südafrika, ausgestellt. Im Herbst 1943 war sie mit Holzschnitten an der Ausstellung „Bildende Kunst in Niederdonau“ in Brünn beteiligt. In den 1930er und 1940er Jahren lebte Breit in Niederösterreich (Hubertendorf) sowie Oberösterreich und später wieder in Wien. Im Jahr 1944 war sie an einer Wanderausstellung des Gaus Niederdonau beteiligt. Nach Kriegsende nahm sie an weiteren Ausstellungen teil; etwa im Sommer 1947 an der ersten großen österreichischen Kunstausstellung im Künstlerhaus Wien.
Am 2. September 1998 starb Breit im Alter von 90 Jahren und wurde am 23. September 1998 im elterlichen Grab am Wiener Zentralfriedhof (Gruppe 67, Reihe 41, Nummer 75) beerdigt.

## Arbeiten als Illustratorin (Auswahl)
- Kindersommer. Ferdinand Hirt & Sohn. Leipzig, 1924. (Wiener Jugendkunst-Bilderbücher; 3. Band) (als Mitarbeiterin von Franz Čižek)
- Josef Pazelt: Zizibe. Ein Märchen für blonde und graue Kinder. Verlag Jungbrunnen. Wien. (in mehreren Auflagen erschienen; darunter 4. Auflage: 1951, 5. Auflage: 1955[23])

### Kunstpostkarten
- Gänseliesel. (Kinderzeit; 28)
- Tiere. (Kinderzeit; 29)
- Kinder im Blumengarten. Lithografie um 1920.
- Gänsemädchen 1925. Herausgegeben vom Österreichischen Jugendrotkreuz, deutsch-englisch beschriftet.
- Kinder mit Tieren und Blumen. Herausgegeben vom Österreichischen Jugendrotkreuz, deutsch-englisch beschriftet.
- Hühnerfüttern. Herausgegeben vom Österreichischen Jugendrotkreuz, deutsch-englisch beschriftet.
- Tiere 1927. Herausgegeben vom Österreichischen Jugendrotkreuz, deutsch-englisch beschriftet.
- Prater 1932. Herausgegeben vom Österreichischen Jugendrotkreuz, deutsch-englisch beschriftet.